# Иванов, Дмитрий Иванович (художник)
Дми́трий Ива́нович Ива́нов (1782 — после 1810) — русский живописец и рисовальщик, ученик Григория Угрюмова, автор исторических картин.

## Биография
С 1803 года учился в Академии художеств, был учеником Г. И. Угрюмова. За программы на исторические темы получил две малых золотых медали. В 1805 году получил ещё одну золотую медаль за выполнение программы, предложенной почетным любителем Академии художеств графом С. О. Потоцким: «Представить мужественный подвиг патриарха Никона в укрощении народного бунта».
Ещё более плодотворным для художника стал 1806 год. За рисунки с натуры Иванов получил малую и большую серебряные медали, вторую золотую медаль за программу «Прием Владимиром Мономахом греческих послов с богатыми дарами». В том же году он окончил Академию художеств с аттестатом первой степени и шпагой. Впрочем, Большой золотой медали Иванов не удостоился, и поэтому не был послан за границу для усовершенствования.
В 1809—1810 годах художник в составе историко-археологической экспедиции Бороздина совершил путешествие по России, также исполняя функции топографа. В ходе экспедиции он выполнил множество рисунков, чертежей, копий с древнерусских архитектурных сооружений. По словам современника, собранная им во время поездки «коллекция рисунков принадлежит к первым украшениям Публичной библиотеки». Копии Д. И. Иванова с мозаик Собора Святой Софии в Киеве в начале XIX века считались наиболее точными копировальными рисунками оригинала и высоко оценивались знатоками.
Следы Д. И. Иванова после 1810 года теряются.

## «Марфа Посадница»

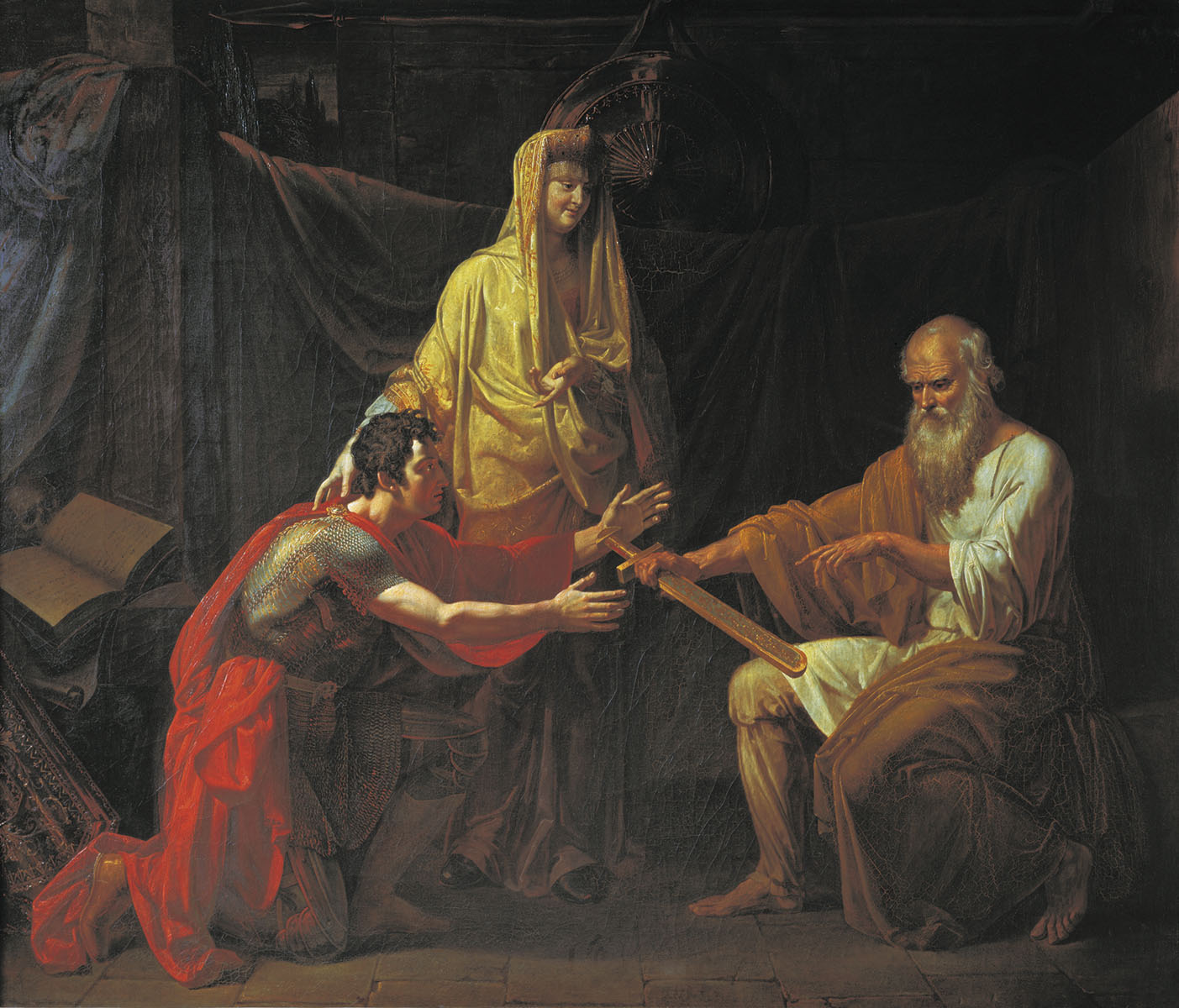

В 1808 году Иванову была объявлена похвала за самую известную работу живописца — «Марфу Посадницу», которая имеет также другое, развернутое название: «Вручение пустынником Феодосием Борецким меча Ратмира юному вождю новгородцев Мирославу, назначенному Марфой Посадницей в мужья своей дочери Ксении». Главной героиней картины стала Марфа Борецкая — вдова посадника Исаака Борецкого, в XV веке возглавившая борьбу Новгородской республики против Московского княжества.
На сегодняшний день сама «Марфа Посадница» хранится в Русском музее в Санкт-Петербурге, а её эскиз — в Третьяковской галерее.